# Каннський кінофестиваль 1958
11-й Каннський міжнародний кінофестиваль відбувся з 2 по 18 травня у Каннах, Франція. У конкурсі було представлено 26 повнометражних фільмів та 24 короткометражки. Поза конкурсом була показана одна стрічка. Головний приз «Золоту пальмову гілку» отримав фільм радянського режисера Михайла Калатозова Летять журавлі.

## Журі
- Марсель Ашар — Голова журі,  Франція
- Томsіко Асабукі,  Японія
- Бернар Бюффе,  Франція
- Жан Де Барончеллі,  Франція
- Гельмут Койтнер,  ФРН
- Дадлі Леслі,  Велика Британія
- Мадлен Робінсон,  Франція
- Ладіслао Вайда,  Іспанія
- Чарльз Відор,  США
- Сергій Юткевич ,  СРСР
- Чезаре Дзаваттіні,  Італія

Програми короткометражних фільмів
- Норман Макларен,  Канада
- Жан Мітрі,  Франція
- Крішна Рібуд,  Індія
- Едмон Сешан,  Франція
- Єжи Тепліц,  Польща

## Фільми-учасники конкурсної програми
Повнометражні фільми
| Фільм                         | Назва мовою оригіналу                  | Режисер                            | Країна          |
| ----------------------------- | -------------------------------------- | ---------------------------------- | --------------- |
| Брати Карамазови              | The Brothers Karamazov                 | Річард Брукс                       | США             |
| Бронзові обличчя              | Visages de bronze                      | Бернар Тесан                       | Швейцарія       |
| Бур'яни Баррагана             | Ciulinii Bărăganului                   | Луї Дакен та Георге Вітанідіс      | Румунія Франція |
| Гоха                          | Goha                                   | Жак Баратьє                        | Франція Туніс   |
| Дев'ять життів                | Ni liv                                 | Арне Скоуен                        | Норвегія        |
| Довге спекотне літо           | The Long, Hot Summer                   | Мартін Рітт                        | США             |
| Жива вода                     | L'eau vive                             | Франсуа Віллерс                    | Франція         |
| Жижковський романс            | Zizkovská romance                      | Збинек Бриніх                      | Чехословаччина  |
| Забули Калета                 | La Caleta olvidada                     | Бруно Гебель                       | Чилі            |
| Залізна квітка                | Vasvirág                               | Янош Гершко                        | Угорщина        |
| Країна снігу                  | 雪国 / Yukiguni                        | Сіро Тойода                        | Японія          |
| Летять журавлі                | Летят журавли                          | Михайло Калатозов                  | СРСР            |
| Любов під в'язами             | Desire Under the Elms                  | Делберт Манн                       | США             |
| Мій дядечко                   | Mon Oncle                              | Жак Таті                           | Франція         |
| Молоді чоловіки               | Giovani mariti                         | Мауро Болоньїні                    | Італія          |
| Біля витоків життя            | Nära livet                             | Інгмар Бергман                     | Швеція          |
| Накази вбивати                | Orders to Kill                         | Ентоні Асквіт                      | Велика Британія |
| Остання брехня                | Το τελευταίο ψέμα                      | Міхаліс Какоянніс                  | Греція          |
| Помста                        | La Venganza                            | Хуан Антоніо Бардем                | Італія          |
| Розаура о 10-й                | Rosaura a las 10                       | Маріо Соффічі                      | Аргентина       |
| Сага про джунглі              | En Djungelsaga                         | Арне Суксдорф                      | Швеція          |
| Сіссі: Важкі роки імператриці | Sissi — Schicksalsjahre einer Kaiserin | Ернст Марішка                      | Австрія         |
| Солом'яна людина              | L'uomo di paglia                       | П'єтро Джермі                      | Італія          |
| Філософський камінь           | পরশ পাথর / Parash Pathar                | Сатьяджит Рай                      | Індія           |
| Харчевня в Шпессарті          | Das Wirtshaus im Spessart              | Курт Гоффман                       | ФРН             |
| Ходіння за три моря           | Хождение за три моря                   | Ахмад Ходжа Аббас та Василь Пронін | СРСР Індія      |

## Нагороди
Наступні фільми та люди отримали нагороди кінофестивалю 1958 року:
- Золота пальмова гілка: Летять журавлі, режисер Михайло Калатозов
- Приз журі:
  - Гоха
  - Бронзові обличчя
- Особливий приз журі: Мій дядечко
- Приз за найкращу чоловічу роль:
  - Пол Ньюман — Довге спекотне літо
- Приз за найкращу жіночу роль:
  - Бібі Андерссон, Овва Дальбек, Барбро Гіорт аф Орнес і Інгрід Тулін — На порозі життя
- Приз за найкращу режисуру: Інгмар Бергман — На порозі життя
- Приз за найкращий сценарій: Молоді чоловіки
- Особлива згадка: Тетяна Самойлова — Летять журавлі
- Золота пальмова гілка за короткометражний фільм: Джоконда: Історія мани та La Seine a Recontre Paris

### Незалежні нагороди
Приз ФІПРЕССІ
- Помста (La Venganza), реж. Хуан Антоніо Бардем